# Batković
Batković is een plaatsje vlak bij Bijeljina in Bosnië en Herzegovina waar tijdens de Bosnische Oorlog een concentratiekamp werd gerund door het leger van de Servische Republiek. Het kamp is gesloten pas aan het einde van de oorlog, in oktober 1995.